# Jan Wagenaar

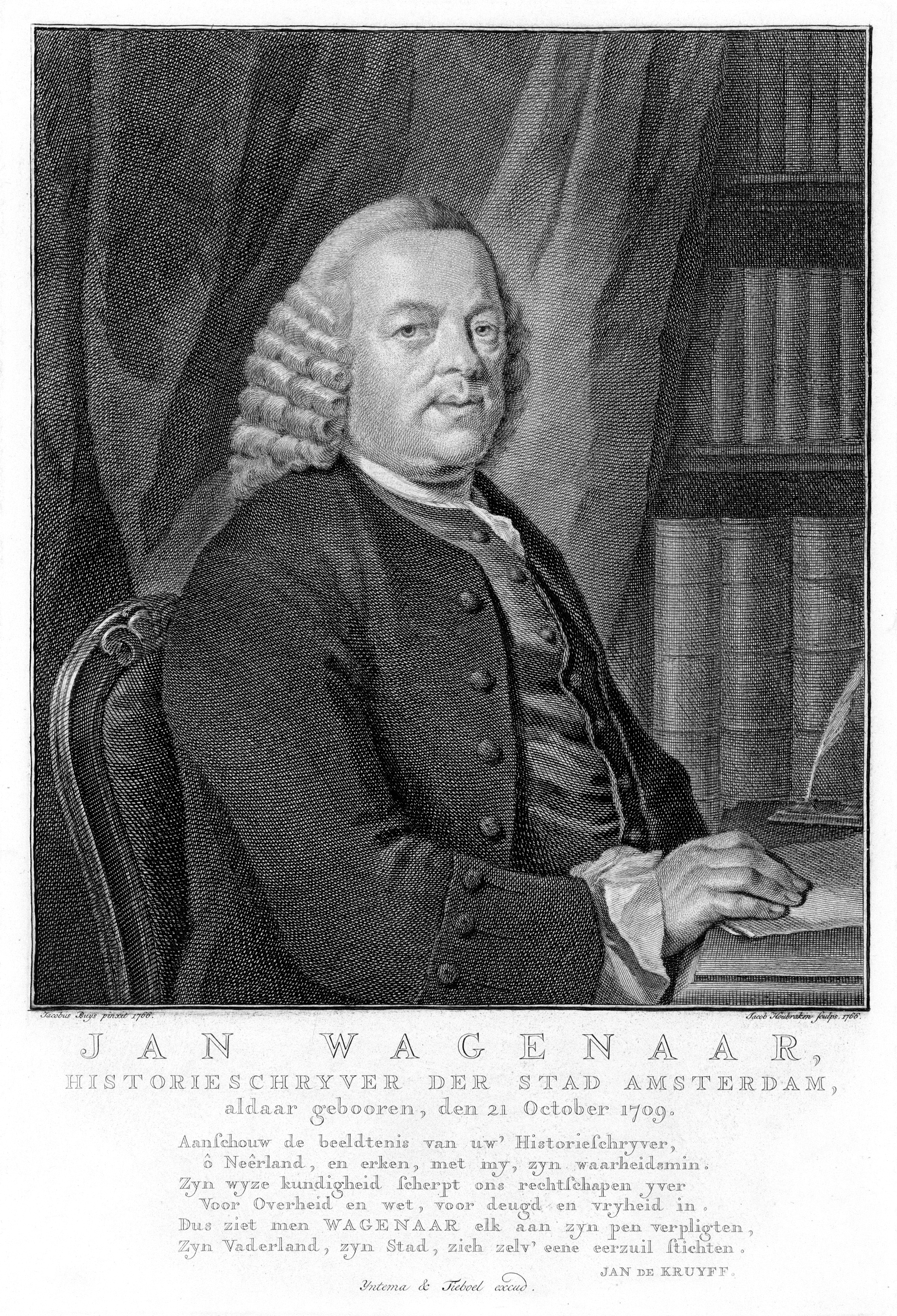
Jan Wagenaar (Jacobus Buys, 1766/7)

Jan Wagenaar (* 25. Oktober 1709 in Amsterdam; † 1. März 1773 ebenda) war ein niederländischer Historiker.
Jan Wagenaar widmete sich anfangs dem Handelsstand, dann aber historischen Studien. Er starb am 1. März 1773 als Ratsschreiber seiner Vaterstadt.
Sein berühmtestes Werk ist: De vaderlandsche historie (Amsterdam 1749–60, 21 Bde.), die bis 1751 reicht und von andern (Amsterdam 1788–1810, 52 Bde.) bis 1802 fortgesetzt wurde. Zu diesem Werk lieferte Jacobus Houbraken zahlreiche Kupferstiche.
Daneben sind zu erwähnen seine Schilderungen der Vereinigten Staaten der Niederlande (Amsterdam. 1739, 12 Bde.) und Beschreibung von Amsterdam (das. 1760, 3 Bde.). Trotz großer Weitschweifigkeit und mangelnder geistiger Durchdringung des Stoffes haben diese Arbeiten doch durch treue und einfache Darstellung heute (1889) noch Wert.